# Église Notre-Dame-de-l'Assomption de Valcanville
L'église Notre-Dame-de-l'Assomption de Valcanville est un édifice catholique qui se dresse sur le territoire de la commune française de Valcanville, dans le département de la Manche, en région Normandie.

## Localisation
L'église Notre-Dame est située dans le bourg de Valcanville, dans le département français de la Manche.

## Historique
L'église actuelle bâtie en 1827 remplace l'église gothique édifiée par les commandeurs, dont les dimensions sont jugées insuffisantes par l'abbé Crochard. Seule la tour est ancienne, puisqu'elle date du XVe siècle. Elle est édifiée par les Hospitaliers, en 1426, car le clocher existant alors menace ruine. C'est une tour à bâtière, en granit, composée de trois salles : la salle supérieure qui abrite le beffroi, la salle moyenne qui abrite l'escalier permettant l'accès aux cloches, et la salle inférieure. Cette dernière est une salle voûtée, ornée en clef de voûte des armes de la commanderie (de gueules à la croix d'argent). Elle était surnommée « chapelle des pouilleux » au temps où elle était occupée, pendant les offices religieux, par les pauvres et les mendiants de passage. Le chœur date de 1827, la nef et les deux chapelles de 1903, en remplacement de celles de 1837.
En 1950, l'abbé Charles Lepeley, curé de la paroisse fait représenter sur chaque verrière, les armes des familles notables de la région. On peut voir sur les vitraux les armes des familles.
| Famille     | Blasonnement                                                                                         |
| ----------- | --- |
| Dagier      | Écartelé au 1 et au 4 d'azur au lion d'argent ; au 2 et au 3 d'azur à l'aigle d'argent               |
| Osbert      | D'argent à la croix de gueules cantonnée de quatre lions de sable                                    |
| Heuzey      | D'argent à la heuse (botte) de sable éperonnée d'or                                                  |
| Le Sens     | De gueules au chevron d'or accompagné de trois encensoirs d'argent                                   |
| D'Aigremont | D'or à la fasce échiquetée d'argent et de gueules de trois tires sommée d'un lion passant de gueules |
| Le Mansois  | D'argent au lion rampant de sable, au chef d'or chargé de trois coquilles d'azur.                    |

## Mobilier
L'église abrite deux statues de Vierge à l'Enfant, l'une du XVe siècle, en pierre autrefois polychromée, et l'autre du XVIIIe siècle, en bois, trois autels, dont un maître-autel, orné de porte-cierges en cuivre repoussé, offerts à la paroisse par le général-comte Le Marois, qui les avait obtenus lors de la guerre d'Espagne, en 1812. Enfin, on y trouve un bras-reliquaire du second patron de la commune, saint Firmin ou saint Frémi, qui fut obtenue de l'évêque d'Amiens en 1475. Ce saint invoqué pour les dépressions, les maladies nerveuses, les insomnies a également une statue et est représenté sur un vitrail. La perque date de 1848.

## Les curés de la paroisse
- 1803-1810 : Jean-Baptiste Pontus, de Sainte-Geneviève, inhumé dans l'église
- 1810-1826 : François Jeannet, de Sauxemesnil, |inhumé dans l'église
- 1826-1838 : Charles Crochard, de Fresville
- 1838-1852 : Félix Mahier, de Méautis
- 1852-1881 : Joseph Delacour, de Montfarville, inhumé dans l'église
- 1881-1887 : Jean Clément, de Besneville
- 1887-1906 : Charles Blestel, de Fontenay-sur-Mer, inhumé dans le cimetière
- 1906-1927 : Eugène Voisin, de Cherbourg, inhumé dans le cimetière
- 1927-1963 : Charles Lepeley, de Barfleur, inhumé dans le cimetière